# Sizígia (psicologia)
Em Psicologia, sizígia, ou o arquétipo da alteridade, segundo Carl Jung, se refere a pares de opostos observados na natureza, aos quais um certo sentido é atribuído pela psique. 
Exemplos de pares de opostos são o homem e a mulher, o claro e o escuro, o céu e a terra, entre outros. O par de opostos homem e mulher tem um sentido importante porque é a partir do qual se estrutura a psique humana. Nesse sentido, a consciência de uma pessoa estaria identificada com um ou com outro, de maneira que o seu inconsciente assumiria as características inerentes ao seu oposto. Por exemplo, uma vez que a consciência de uma mulher, em teoria, estaria mais relacionada com elementos femininos no seu inconsciente estariam representados os elementos opostos de caráter masculino. Ressalta-se que tanto homens ou mulheres têm aspectos femininos e masculinos em sua consciência e em seu inconsciente, sendo a distinção apenas na tonalidade geral.
Na teoria junguiana, à totalidade do inconsciente feminino denominamos animus e à totalidade do inconsciente masculino, anima. Por outro lado, o inconsciente também pode ser entendido como uma interface entre diferentes conteúdos, sendo a anima ou o animus mais um deles, nesse caso, diz-se que nessa forma especificamente a anima ou o animus são mais um conteúdo do inconsciente. Essa ideia de um certo arquétipo poder ser entendido como a totalidade do inconsciente e também poder ser entendido na sua relação com outros arquétipos ou conteúdos pode parecer confusa à primeira vista, mas é defendida por Jung, que acreditava que o inconsciente deveria ser percebido como uma totalidade e não de maneira fragmentada.